# Comuna Savînkî, Koriukivka
Savînkî (în ucraineană Савинки) este o comună în raionul Koriukivka, regiunea Cernihiv, Ucraina, formată din satele Cervonîi Dovjîk și Savînkî (reședința).

## Demografie
Componența lingvistică a comunei Savînkî
     Ucraineană (98,97%)
     Alte limbi (0,59%)
Conform recensământului din 2001, majoritatea populației comunei Savînkî era vorbitoare de ucraineană (98,97%), existând în minoritate și vorbitori de alte limbi.